# Rádio Rural (Porto Alegre)
Rádio Rural foi uma emissora de rádio brasileira sediada em Porto Alegre, capital do estado do Rio Grande do Sul. Operava no dial AM, na frequência 1120 kHz, e pertencia ao Grupo RBS.

## História
A emissora foi fundada em 18 de dezembro de 1999, sucedendo a antiga CBN Porto Alegre, que migrou dos 1120 kHz para os 1340 kHz da antiga Rádio Educadora de Canoas. Operava junto com o Canal Rural, na época parte do Grupo RBS assim como a emissora. Sua programação era especializada em música nativista gaúcha, e podia ser sintonizada na Região Metropolitana de Porto Alegre, em parte da Serra Gaúcha e no Litoral Norte.
Em 2013, após a venda do Canal Rural e a crise iniciada no conglomerado da família Sirotsky, a rádio deixou de ter locutores e passou apenas a tocar músicas, rodando em piloto automático. Em 30 de setembro de 2018, a emissora saiu do ar. No mês seguinte, o Grupo RBS confirmou oficialmente a extinção da Rádio Rural e a devolução da outorga ao Ministério das Comunicações "por não haver sentido estratégico em sua migração para o FM".

## Membros antigos
- Bagre Fagundes[1]
- Betha Teixeira[1]
- Elton Saldanha[1]
- Ernesto Fagundes[1]
- Jairo Silva
- Shana Müller